# Limnophora tinctipennis
Limnophora tinctipennis este o specie de muște din genul Limnophora, familia Muscidae, descrisă de Stein în anul 1910.
Este endemică în Sri Lanka. Conform Catalogue of Life specia Limnophora tinctipennis nu are subspecii cunoscute.